# Pedro Richter Prada
Pedro Richter Prada (Huamanga, 1921. január 4. – Lima, 2017. július 14.) perui politikus.

## Élete
Federico Richter del Castillo és María Prada fiakét született 1921. január 4-én. 1942-től a Escuela Militar de Chorrillos katonai iskolában tanult, ahol 1946-ban végzett. 1971 és 1975 között belügyminiszter, 1979. január 31. és 1980. július 28. között miniszterelnök és védelmi miniszter volt.